# 马茨·法尔克
马茨·法尔克（荷兰语:Mats Valk 1994年5月4日- ）是一位荷兰的知名魔方玩家，在2013年宗奥芬公开赛以5.55秒的三阶魔方单次速拧成绩打破了菲利克斯·曾姆丹格斯保持的三阶魔方单次世界纪录，两次获得世界魔方亚军，VLS公式（一种跳过OLL的做法）的发明人。2016年11月6日，Mats Valk在印度尼西亚的Jawa Timur Open 2016中4.74秒打破了三阶魔方单次世界纪录。

## 引用
1. ↑  \. World Cube Association. 2013-03-03  [2013-08-03]. （原始内容存档于2013-05-01） （英语）.